# قرباكة

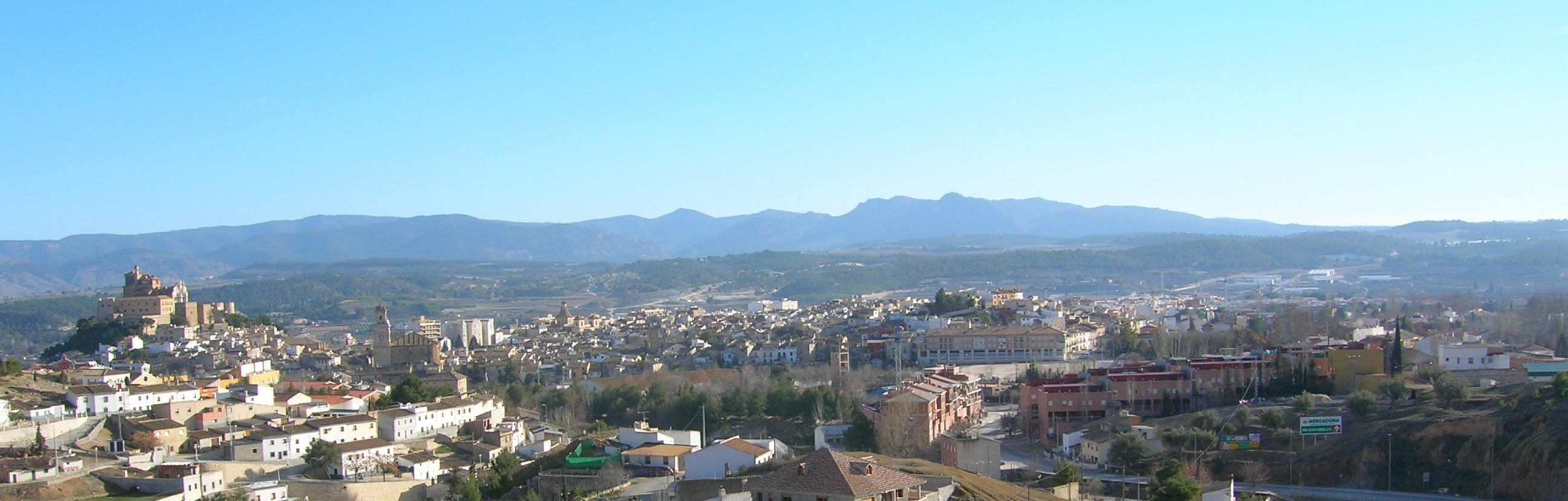
منظر شامل لمدينة قرباكة

بلدية قَرَبَاكَة (بالإسبانية: Caravaca de la Cruz) هي بلدية تقع في منطقة مرسية جنوب شرق إسبانيا. تعتبر البلدية من مواقع الحج الكاثوليكي لامتلاك البلدية على العديد من الآثارات المسيحية المقدسة.

## الديموغرافيا
بلغ عدد سكان بلدية قرباكة 26.438 نسمة عام 2011 (وفقاً للمعهد الوطني الإسباني للإحصاء).
| 21.824 | 22.269 | 23.362 | 24.664 | 25.688 | 26.415 | 26.438 |

## أعلام
- ميستا
- مانويل مارتينيز